# Burg Rogowiec
Die Ruine der Burg Rogowiec (deutsch: Hornschloss, auch Hornsberg, tschechisch Hornšperk, lateinisch Hornberch Castellanus) liegt im Waldenburger Bergland in Polen.

## Geographie
Die Ruine der Burg Rogowiec wird über eine Nebenstraße von Jedlina-Zdrój (Bad Charlottenbrunn) aus erreicht, die nach Grzmiąca (Donnerau) in einer Stichstraße endet. Nachbarorte sind Rybnica Mała (Reimsbach) im Norden, Suliszów (Sophienau), Jedlinka (Tannhausen) und Jedlinka Górna (Blumenau) im Nordosten, Głuszyca (Wüstegiersdorf) im Osten, Głuszyca Górna (Oberwüstegiersdorf), Łomnica (Lomnitz) und Granna (Grenzthal) im Südosten, Trzy Strugi (Dreiwässerthal) und das nicht mehr existierende Radosno (Dorf Freudenburg) mit der Burg Radosno (Freudenburg) im Süden, Sokołowsko (Görbersdorf) im Westen und Rybnica Leśna (Reimswaldau) im Nordosten.

### Topographie
Der Lange Berg (901,8) streicht in nordöstlicher Richtung über die vorgelagerten Kuppen Hornschloss (862) und Hirschberg (770) zum Tal aus. Eine mittelalterliche Straße führte an der Ostflanke des Lange Berg entlang und stand unter der Aufsicht der Burg, deren Zugangsweg am Hirschtor abzweigt und von Osten aus in die Burg führt.

## Geschichte

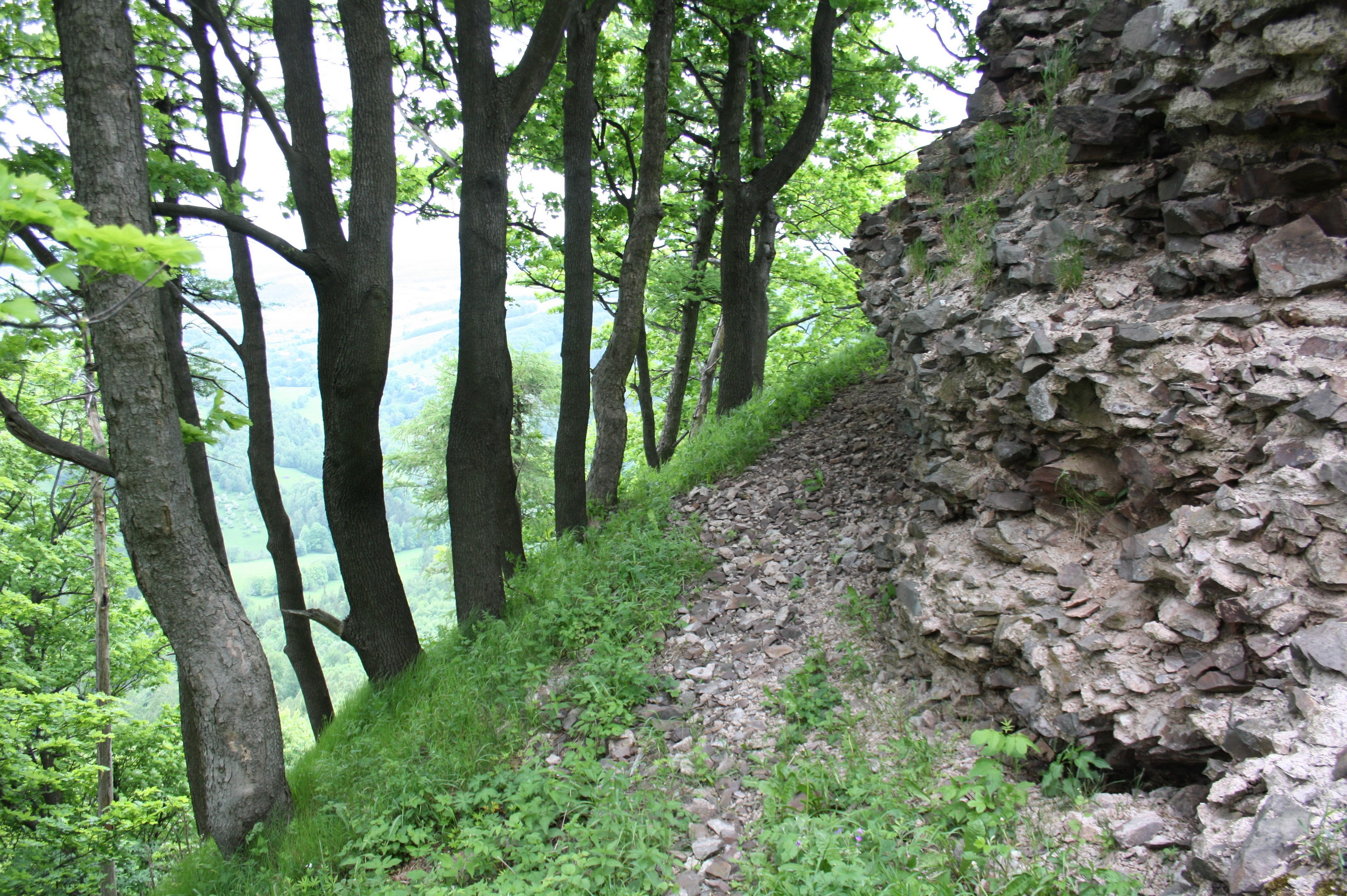
Ruinenreste

Die Burg Hornschloss wurde zur Sicherung der Grenze gegenüber Böhmen von Herzog Bolko I. von Schweidnitz errichtet. Erstmals erwähnt wurde sie 1292 in Bolkos Stiftungsurkunde für das Kloster Grüssau mit Reinsko Schoff, Kastellan von „Hornsbeek“. Damals diente sie als Gegenburg zur vier Kilometer südwestlich liegenden böhmischen Freudenburg. Durch die Heirat der Prinzessin Anna von Schweidnitz mit Kaiser Karl IV. verlor die Burg Hornschloss ihre strategische Bedeutung als Grenzbefestigung. 1395 gehörte sie dem Oberstburggraf und Hofmeister König Wenzels IV. Johann Kruschina von Lichtenburg, der zugleich Landeshauptmann des böhmischen Erbfürstentums Schweidnitz-Jauer war.
Während der Hussitenkriege war Hornschloss ein Stützpunkt des mit den Hussiten verbundenen Adels. Im Auftrag des Königs Matthias Corvinus wurde die Burg 1483 durch den Schweidnitzer Landeshauptmann Georg von Stein zerstört. Da sie keine strategische Bedeutung mehr hatte, wurde sie nicht wieder aufgebaut. 1497 ging die Hornschloßruine zusammen mit Fürstenstein und der Freudenburg als Pfandbesitz an den böhmischen Kanzler Johann von Schellendorf (Hanuš z Šelndorfu a Hornšperka) über.
Zum Burgbezirk Hornschloss gehörten die Orte Weistritz, Breitenhain, Schenkendorf, Bärsdorf, Wüstegiersdorf, Donnerau und Reimswaldau. Mitte des 15. Jahrhunderts wurde der Burgbezirk mit der Herrschaft Schloss Fürstenstein verbunden. Teile der Burg sind als Ruine erhalten.